# Maxime Landry
Pour les articles homonymes, voir Landry.
Maxime Landry, né le 16 juin 1987 à Saint-Georges, est un chanteur, auteur-compositeur-interprète, guitariste, animateur de radio et écrivain québécois.

## Biographie
Issu d'une famille de quatre enfants (Keven, Maxime, Cedric et Lisa-Marie), Maxime a toujours été un grand passionné de musique.
L'adolescence de Maxime est marquée par une épreuve : le suicide de son père. La chanson Cache-cache, écrite par Lynda Lemay, s'en inspire.
Côté musique, Maxime commence par pratiquer la guitare. Il participe ensuite à différents concours et gagne des prix. En 2009, il passe à Star Académie et en sort gagnant. Aidé du public pour le choix de ses chansons, il enregistre son premier album solo, Vox Pop, qu'il lance le 1er décembre 2009. L'album étant bien accueilli par le public, Maxime reçoit 4 prix Félix lors du 32e Gala de l’ADISQ.
Le 1er mai 2015, Maxime Landry devient animateur à Rouge-FM Montréal. Il sera à cette antenne jusqu'en 2017. 
Maxime Landry est également écrivain. Il a lancé son premier livre, « Journal d’un disparu », en 2015. Il a, au total, publié cinq livres aux Éditions Libre Expression.
En 2021 il est au casting de la première saison de Big Brother Célébrités, la version québécoise de Celebrity Big Brother.
Maxime a sorti un 13e album, intitulé À bon port, avec Annie Blanchard, le 7 mars 2025.

## Discographie

### Albums
2009 : Vox Pop
1. Cache-cache
2. Fuir le bonheur de peur qu'il ne se sauve (avec Sophie Vaillancourt)
3. Là où je suis né
4. Chez nous avant la nuit
5. Le petit garçon
6. Ce sera le printemps pour tout le monde
7. Ne t'en va pas
8. Si Dieu existe
9. Paulo
10. Le répondeur
11. Casser la voix
12. Chanson d'innocence
13. Dis tout sans rien dire
14. L'envie

2011 : L'avenir entre nous
1. Ma terre
2. La remplaçante
3. L'avenir entre nous
4. Des soleils par millions (avec Ginette Reno)
5. Tu n'es pas revenue
6. Puni d'avance
7. Je suis resté
8. Les amours filantes
9. Les matins ordinaires
10. Le veilleur
11. Fleurs d'éternité
12. Le temps qu'on aura

2013 : Noël blanc
1. Petit papa Noël
2. Noël blanc
3. Père Noël arrive ce soir
4. Tout va changer
5. Mon beau sapin
6. Heureux, joyeux Noël
7. Les Enfants oubliés
8. Au royaume du bonhomme hiver
9. L'Enfant au tambour (avec The Tenors)
10. Nous nous reverrons
11. Le Sentier de neige
12. Sainte nuit

2014 : 3e Rue Sud
1. Rendez-vous
2. Quelque chose de Tennessee
3. Juliette
4. Requiem d'un soir d'orage (avec Laurence Jalbert)
5. Le quai d'une autre gare
6. Dans cent ans
7. Prière d'un hors-la-loi (avec Paul Daraîche)
8. Petit être
9. Si tu le croises un jour (avec Renée Martel)
10. Le temps s'est arrêté
11. Si demain
12. Un coin du ciel (avec Paul Daraîche, Laurence Jalbert et Renée Martel)

2017 : Nos histoires
1. Nos histoires
2. Un piano dans la voix
3. Des années-lumière
4. On chantera encore (avec Lynda Lemay)
5. La dame des fleurs
6. Cent fois la même histoire
7. Il neige sur New-York
8. A la santé de vous deux
9. L'enfant qu'ils auront
10. Lettre à mon cœur
11. Je veux t'écrire une chanson d'amour
12. L'impossible
13. Le jour où j'ai signé mon nom
14. Plus de temps à perdre

2020 : Le party beauceron
1. Bienvenue
2. Au temps de la bonne...
3. Au chant de l'alouette
4. Aiko Aiko
5. Le lac à Beauce
6. La théière
7. La loutre
8. Victoria
9. La danse de la limonade...
10. Souvenir d'un vieillard...

2021 : Le party beauceron (vol.2)
1. Mon oncle Edmond
2. C'était pas encore fait
3. Les cavaliers du ciel
4. Lucille
5. Et si moi je ne veux pas
6. Le frigidaire
7. Yakety Yak
8. L'oiseau de feu
9. Le Pénitencier
10. La pluie de septembre

2021 : Noël Beauceron
1. Les trois cloches
2. Medley - Grand-papa Rosaire chantait
3. Le père Noël c't'un québécois
4. Medley - Grand-maman Alberte chantait
5. Les douze mois de l'année
6. Minuit, chrétiens
7. Dans nos vieilles maisons
8. Le temps des fêtes
9. Noël au camp
10. Bonne et heureuse année

## Œuvres
- Tout mon temps pour toi, Libre Expression, 2016
- Journal d’un disparu, Libre Expression, 2016
- Dernier appel pour l’embarquement, Libre Expression, 2018
- Fils cherche père, si affinités, Libre Expression, 2019
- Moi aussi, je t'aime, Libre Expression, 2021

## Prix
- 2010 : Prix Félix : Chanson populaire de l’année (Cache-cache), Interprète masculin de l'année, Album de l'année et Album de l'année catégorie Reprises.
- 2015 : Prix Félix : Album de l'année catégorie Country